# Преподобен
Преподобен (на старогръцки: ὅσιος) е категория светец в православната и католическата църква от църковния клир, който в земния си живот се е отдал на монашество и аскетизъм, било като монах, било като анахорет.
Това е единствената категория светци, които биват признати за такива единствено и само поради чисто духовните си подвизи. Понякога обаче понятието може да се свърже и с други понятия от агиологията. Например, ако са загинали с мъченическа смърт, преподобните биват наричани преподобномъченици.
Сред по-известните преподобни са Св. Антоний Велики, в България – Св. Йоан Рилски (чудотворец), Св. Петка Епиватска и др.